# Võ Hạ Trâm
Võ Hạ Trâm (sinh ngày 28 tháng 6 năm 1990) là một nữ ca sĩ người Việt Nam. Cô từng đoạt giải nhất cuộc thi Ngôi sao Tiếng hát Truyền hình vào năm 2007 sau phần thể hiện xuất sắc ca khúc Mẹ tôi của nhạc sĩ Trần Tiến.

## Sự nghiệp
Năm 2007, cô đoạt giải nhất "Ngôi sao Tiếng hát Truyền hình Thành phố Hồ Chí Minh 2007".

## Đời tư
Năm 2019, cô kết hôn với Vikas Chaudhary, một doanh nhân người Ấn Độ, và hạ sinh con gái đầu lòng. Cô mang bầu lần hai vào năm 2024 và sinh con trai vào tháng 10 cùng năm.

## Sản phẩm âm nhạc

### Album
- Hát (Vol 1)
- Song (2011)
- Làn gió xuân (Single)
- Cháy (Single)
- Thèm yêu (Single)
- Chẳng ai muốn (Single)
- Về với em (Single)

### Đĩa đơn
- Thèm yêu
- Chợt như giấc mơ
- Chẳng ai muốn
- Về phía mặt trời
- Nỗi lòng người ở lại
- Yêu đời yêu người
- Cháy (cùng với Lương Bằng Quang)
- Một tình yêu
- Một mình
- Trò chuyện ngày mới
- Lần đầu
- Không
- Dĩ vãng
- Quay về
- Bâng khuâng
- Tình khúc cho em
- Cho lần cuối
- Trái tim không ngủ yên
- Về với em
- Hoa cỏ mùa xuân
- Nguyện là người Việt Nam

## Chương trình truyền hình
- Ngôi sao Tiếng hát Truyền hình Thành phố Hồ Chí Minh 2007 (giải nhất)
- Giải mã cặp đôi (2015)
- Chung sức (2015)
- Ơn giời cậu đây rồi (mùa 3)
- Bữa trưa vui vẻ (2016)
- Gương mặt thân quen (mùa 4)
- Gương mặt thân quen (mùa 9)
- Vẻ đẹp cuộc sống (THVL1)
- Siêu bất ngờ (2016)
- Giọng ải giọng ai
- Thay lời muốn nói (2016, 2024)